# محمد وفا الدجاني
محمد وفا الدجاني فنان تشكيلي ونحات فلسطيني (مواليد القدس عام 1914). درس في كلية الفنون التطبيقية بالقاهرة وتخرج عام 1936، حيث درس التصميم الداخلي والرسم الزيتي. بعد سنة 1936 وحتى عام 1948 درس في الكلية العربيـة والمدرسة الرشيدية والمدرسة العمرية في القدس الرسم بأنواعه والنجارة والمودلنج.

## الحياة المهنية
نجح في رسم الأشخاص: باستيل – زيتي – مائي – كروكيات. ومن أشهر نماذجه (خريطة فلسطين المجسمة سنة 1945، التي وزعت على جميع مدارس فلسطين). عمل في صناعة نماذج الإيضاح من الجبس واشترك في المعارض المدرسية. ومنذ عام 1948 انتقل مهاجراً إلى دمشق حيث عمل بالمتاحف ( المديرية العامة للآثار والمتاحف – قسم الترميم في المعمل الفني ).

## أعماله
أهم الأعمال بالنسبة له التي قام بها :
- تكميل وإعادة إنشاء مدخل معبد ( تل حلف – الخابور ) في مدخل متحف حلب الوطني، الذي اكتشفه ألماني عام 1914 وسرق نصف المعبد إلى برلين ولكنه حرق أثناء الحرب. ولقد درس المعبد جيداً كما درس ما كتبه الألمان عنه. وعمل مدة ثلاث سنوات مع ثلاثة عمال فقط. واستطاع محمد وفا الدجاني أن يصوغ عملاً فنياً من بقايا القطع الجصية الألمانية.
- تصاميم العرض في معظم متاحف سوريا ( الخزائِن الخشبية أو المعدنية ) .
- مجسّمات الأبنية الأثرية: مسرح بصرى الروماني (23 متراً طولاً وقطره 100 م)، وإعادة إنشاء مجسم معبد ( بل ) في تدمر ، كذلك : معبد بعل شامين ، وقلعة الحصن وهي من القلاع الصليبية الفرنسية ، ومعبد بعلبك.[2]